# Maho no Star Magical Emi
Magical Emi, the Magic Star (яп. 魔法のスターマジカルエミ Волшебная звезда Магическая Эми) — третий японский махо-сёдзё аниме-сериал, созданный студией Pierrot. Параллельно выпускалась манга, иллюстрированная Киёко Арай. Было выпущено всего 3 тома. Позже после успеха аниме-сериала были выпущены 3 самостоятельные OVA-серии в 1986 и 2002 годах.

## Сюжет
Май Кадзуки — 10-летняя девочка, которая питает страсть к фокусам и жонглированию. Она дочь бывшей волшебницы и пекаря, а её дедушка и бабушка были знаменитыми магами и основали магическую школу. Однажды у неё появляется возможность стать знаменитой, присоединившись к группе Magical-Art, членом которой когда-то была её мать. Май мечтает стать такой же знаменитой, как и её кумир — легендарная волшебница Эмили Хауэлл, которая прославилась в 30-е годы. Но полностью освоить искусство магии вовсе не просто. Май находит волшебный браслет с зеркалом и с феей, которая контролирует магию Май, и учит её новым магическим вещам. В зеркале можно увидеть мечты человека наяву.

## Список персонажей
Май Кадзуки  (яп. 香月 舞)
Сэйю: Ёко Обата
Главная героиня сериала, у неё короткие карие волосы. Перед выступлением принимает облик подростка с зелёными волосами. Чувствительная, романтическая и неуклюжая девушка. Очень трудолюбивая и много тренируется в магии. Мечтает однажды стать такой же знаменитой, как и легендарный маг 30-х годов — Эмили Хауэлл. Май выступает на телевизионном шоу и сразу приобретает хорошую популярность.
Мисаки Кадзуки (яп. 香月 岬 Мисаки Кадзуки)
Сэйю: Юко Мита
Младший брат Май. Ему 4 года, он очень весёлый. Может, как и сестра, делать фокусы.
Юко Кадзуки (яп. 香月 陽子)
Сэйю: Нана Аоки
Мать Май. Держит пекарню вместе с мужем. До того, как Юко вышла замуж, она была волшебницей и работала в группе Magical-Art. Она очень заботливая и добрая мать. Часто страдает ностальгией по прошлому.
Дзюнъити Кадзуки (яп. 香月 順一)
Сэйю: Рокуро Ная
Отец Май. Держит пекарню. Очень застенчивый и добродушный человек, но его порой раздражают разговоры про магию. Не понимает Юко и Май, которые испытывают интерес к магии.
Харука и Юсукэ Накамори (яп. 中森 晴子 と 中森 洋輔)
Сэйю: Ацуко Минэ и Дзёдзи Янами
Бабушка и дедушка Май по материнской линии. В молодости они были знаменитыми магами и основали магическую школу — Накамори.
Сё Юки (яп. 結城 将 Yūki Shō)
Сэйю: Ю Мидзусима
Подросток, друг Май. Ему 17 лет. Сын известных магов. Отправился на работу в Америку. Собирается позже остаться в Японии. Сё мечтает стать лучшим бойцом, несмотря на природный талант хорошо колдовать. Не хочет идти по стопам своего отца. Он очень добрый и щедрый человек.
Топо (яп. トポ)
Сэйю: Наоки Тацута
Фея из зеркала, которое показывает в отражении мечты человека. Топо даёт магические способности главной героине. В материальном облике она превращается в яркий шар, который может оживить любой предмет, в который она войдёт. В этом случае Май даёт ей чучела животных.